# Anaís Vivas
Anaís Vivas (Caracas, Venezuela; 25 de agosto de 1989) es una cantante venezolana, que ha tenido un éxito notable con su disco debut Ser, posicionando su tema «Muero por ti» y «Por el resto de mi vida» en el conteo musical de Record Report en 2011, y obteniendo reconocimiento internacional con el Premio Heat HTV como Mejor Artista Femenina.

## Biografía
Vivas nació en Caracas. Durante su infancia cursó estudios musicales tanto en Caracas como en Miami, Estados Unidos, en la adolescencia estudió en el Conservatorio Nacional de Música Manuel Alberto López de Caracas. Además de preparase en el canto, incursionó en la danza (flamenco, tap y jazz) y la actuación. Su debut en teatro musical lo hizo con el papel de Gretl Von Trapp en la puesta musical de La novicia rebelde. A la edad de 13 años debuta como solista en la interpretación de La Habanera de la Ópera Carmen.
Sus estudios superiores los realizó en el Frost School of Music de la Universidad de Miami, donde obtuvo una beca con la que alcanzó la licenciatura en Music Business and Entertainment Industries, con mención en canto lírico, especializándose en teatro musical. Paralelamente formó parte de la fila de sopranos de la Frost Chorale, con quienes estuvo de gira por el estado de Florida y España.

## Carrera musical

### 2011—2013: Disco debutSer
En septiembre de 2011 estrenó en la radio venezolana «Muero por ti», su primer tema promocional, una balada pop con fusiones y matices de canto lírico. El sencillo se posicionó entre el top 10 del Record Report nacional y con esto obtuvo un puesto entre los cantantes con más votos obtenidos durante ese año. El videoclip que estuvo bajo la dirección de Diego Osorio, fue lanzado semanas más tarde y logró entrar a la rotación de varias cadenas de videos musicales.
En noviembre de 2011 Anais estrena su primer material discográfico titulado «Ser», el disco contó con la producción de Juan Carlos Pérez Soto. Su segundo sencillo promocional, titulado «Un mundo sin jamás», un tema escrito por el cantante puertorriqueño Luis Fonsi. A finales de ese año, la artista colaboró en el aguinaldo «Niño lindo» junto con el cantautor venezolano Rafael "Pollo" Brito.
Anaís abrió el concierto de la cantante Laura Pausini de Caracas y el concierto del grupo Il Volo ese mismo año. En diciembre de 2012 lanza el sencillo «Diciembre otra vez», como parte de una campaña para UNICEF y en 2013 Anais estrena el video de su sencillo «Ser», donde contó con la participación de sus fanáticos, quienes compartieron sus videos a través de su página de Facebook.
En la ceremonia de los Premios Pepsi Music de ese año resulta ganadora en la categoría Mejor Artista Femenina y ese mismo año estrena el videoclip para el tema «Por el resto de mi vida»

### 2014—presente
En 2014 Anais logra nuevamente ganar en la categoría Mejor Artista Femenina en los Premios Pepsi Music. 
En 2015 graba el sencillo «Corazón oculto», tema principal de la película venezolana «Hasta Que La Muerte Nos Separe», dirigida por Abraham Pulido. Meses más tarde, obtiene el Premio Heat de la cadena HTV como Mejor Artista Femenina, compartiendo la categoría con las cantantes Shakira, Gloria Trevi, Adriana Lucía, Duina del mar y Farina. Este premio es el primer reconocimiento internacional alcanzado en su carrera.
Posteriormente trabajó en la producción de su segundo material discográfico, cuyo lanzamiento está previsto para este mismo año. En esta ocasión Anais trabaja junto al reconocido productor musical Humberto Gatica y los compositores Juan Carlos Pérez Soto, Fernando Osorio, Jaime Ciero y Jorge Luis Chacín.
En 2021, colaboró con el cantante Simón en el tema «Te diria que si».

## Discografía
| Álbumes de estudio - 2011: Ser | Sencillos - «Muero por ti» - «Un mundo sin jamás» - «Nada mejor que tú» - «Ser» - «Por el resto de mi vida» | Otras canciones - «Niño lindo» (con Rafael "Pollo" Brito) - «Diciembre otra vez» - «Corazón oculto» - «Duendecillos en la cama» (con Víctor Muñoz) |